# Rue des Tanneurs (Bruxelles)
Pour les articles homonymes, voir Rue des Tanneurs.

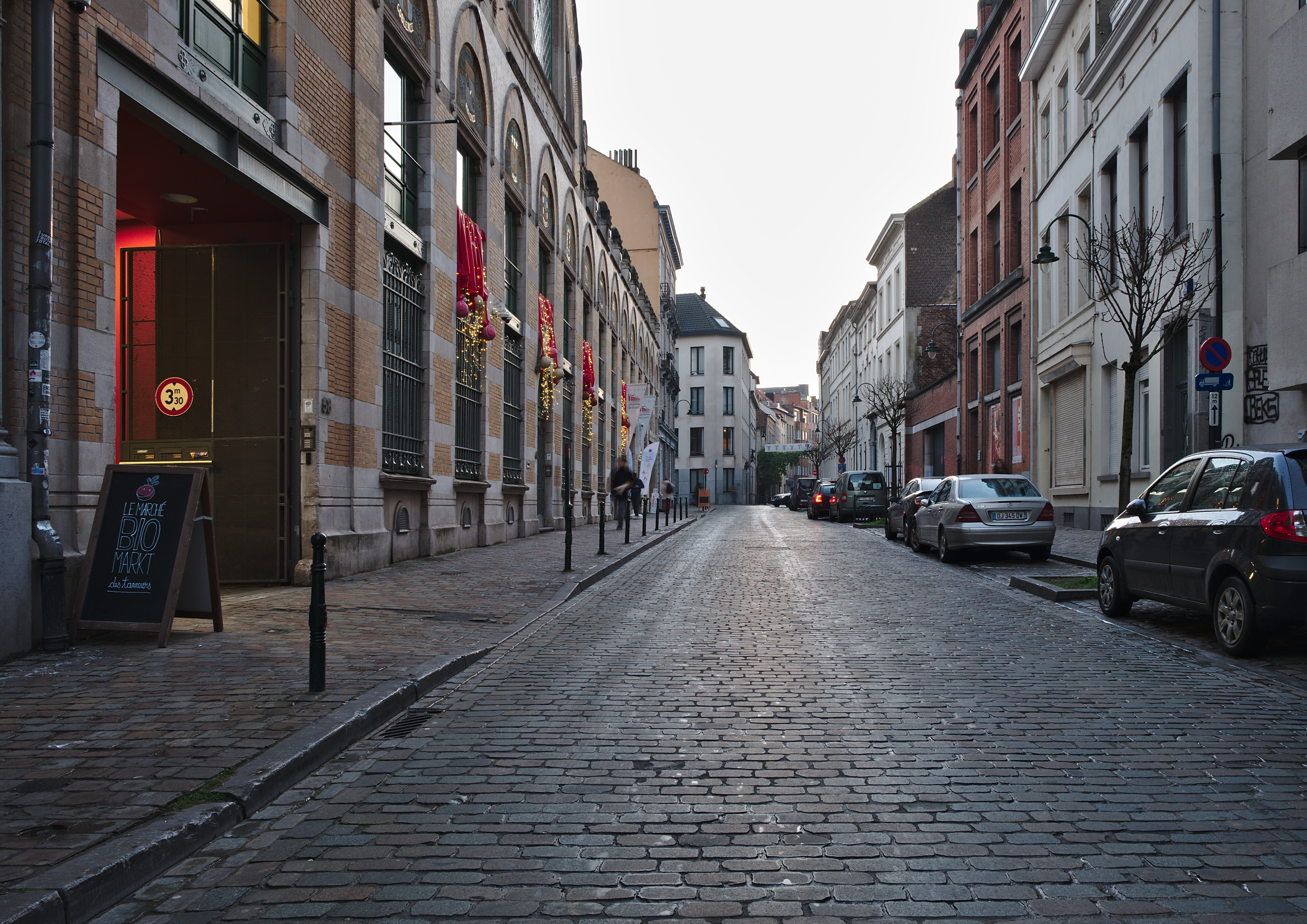
Rue des Tanneurs avec l'entrée du Marché Bio des Tanneurs à gauche

La rue des Tanneurs (en néerlandais : Huidevettersstraat) est une voie publique de la ville de Bruxelles, en Belgique. Située dans le Pentagone, centre historique de la ville, elle relie le boulevard du Midi à la rue des Brigittines.
Entre le numéro 58 et 62 de la rue se trouve le Palais du vin.